# Dwight D. Eisenhower
Dwight David  (Denison, Texas, 1890. október 14. – Washington, 1969. március 28.) az Amerikai Egyesült Államok tábornoka és 34. elnöke.

## Fiatalkora
Szegény családban született 1890. október 14-én. Ő volt a harmadik gyermek, összesen 6 testvére volt. Édesapja David Jacob Eisenhower, tejüzemi munkás, édesanyja Ida Elizabeth Stover. Szigorú mennonita nevelést kapott. Tanulmányait az abilene-i középiskolában és a West Point Katonai Akadémián végezte.

## Katonai pályafutása

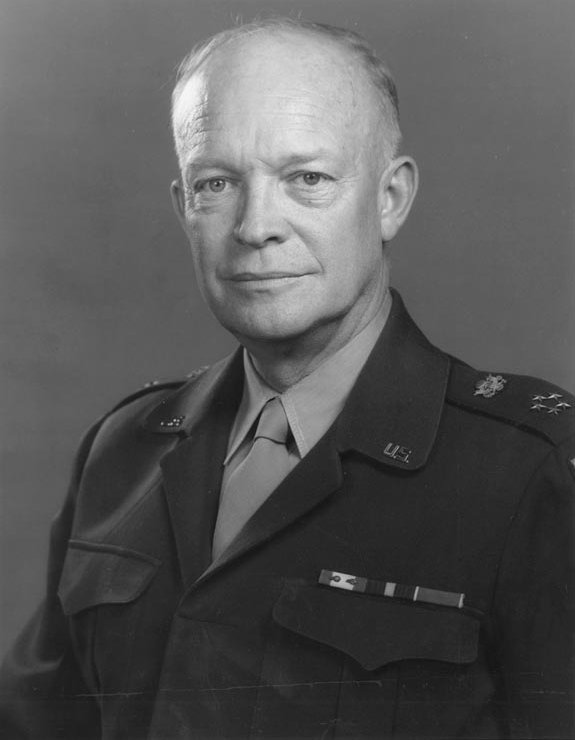
Eisenhower 1947-ben a hadsereg tábornokaként

Mamie Geneva Doudot, későbbi feleségét San Antonióban ismerte meg, ahol hadnagyként szolgált. 1916-ban házasodtak össze, két fiú gyermekük született, de Doud, első gyermekük, négy évesen meghalt. Az első világháború idején egy páncélos kiképző központ parancsnoka volt, amiért századosi rangot és „kiváló szolgálatért járó érdemrendet” kapott. 1922–1924 között a Panama-csatorna övezetében teljesített szolgálatot. Fort Leavenworth hadvezetési és vezérkari iskolájában tanult, melyet őrnagyi ranggal fejezett be, majd az Army War College-ban folytatta tanulmányait. Washingtonban MacArthur tábornok vezérkari főnök hadsegéde volt. A Fülöp-szigeteken töltött szolgálatáért megkapta a „kiemelkedő szolgálatot teljesítők érdemrendjét”.
A második világháború idején ezredesként a 3. hadsereg vezérkari főnöke lett Washingtonban, a háborús tervezési osztály főparancsnoka. Előbb dandártábornoki, majd vezérőrnagyi rangot kapott. A hadügyminisztérium hadműveleti osztályának vezetője, emellett az USA Európában harcoló csapatainak parancsnoka. 1942-ben nevezték ki altábornaggyá. Észak-Afrikában a szövetséges Torch hadművelet parancsnoka volt. A szicíliai seregek tábornokaként 1944-ben bevette Rómát. Az expedíciós haderők parancsnokaként részt vett a normandiai partraszállás (Overlord-hadművelet) előkészítésében. 1944 decemberében ötcsillagos tábornokká nevezték ki. A háború után a hadsereg vezérkari főnöke, és a csapatok leszerelésével foglalkozik. 1948-ban szerelt le, és a Columbia Egyetem rektoraként dolgozott tovább. A Keresztes hadjárat Európában című műve gazdaggá tette, majd 1950-ben Párizsban elfogadta a NATO főparancsnoki posztját. Már 1943-ban szóba került a neve az elnökválasztás kapcsán. Mindkét párt meg akarta nyerni magának, de Eisenhower a republikánusok mellett döntött. 1952-ben vonult vissza a katonai pályáról, és innentől koncentrált politikai karrierjére.

## Első elnöksége

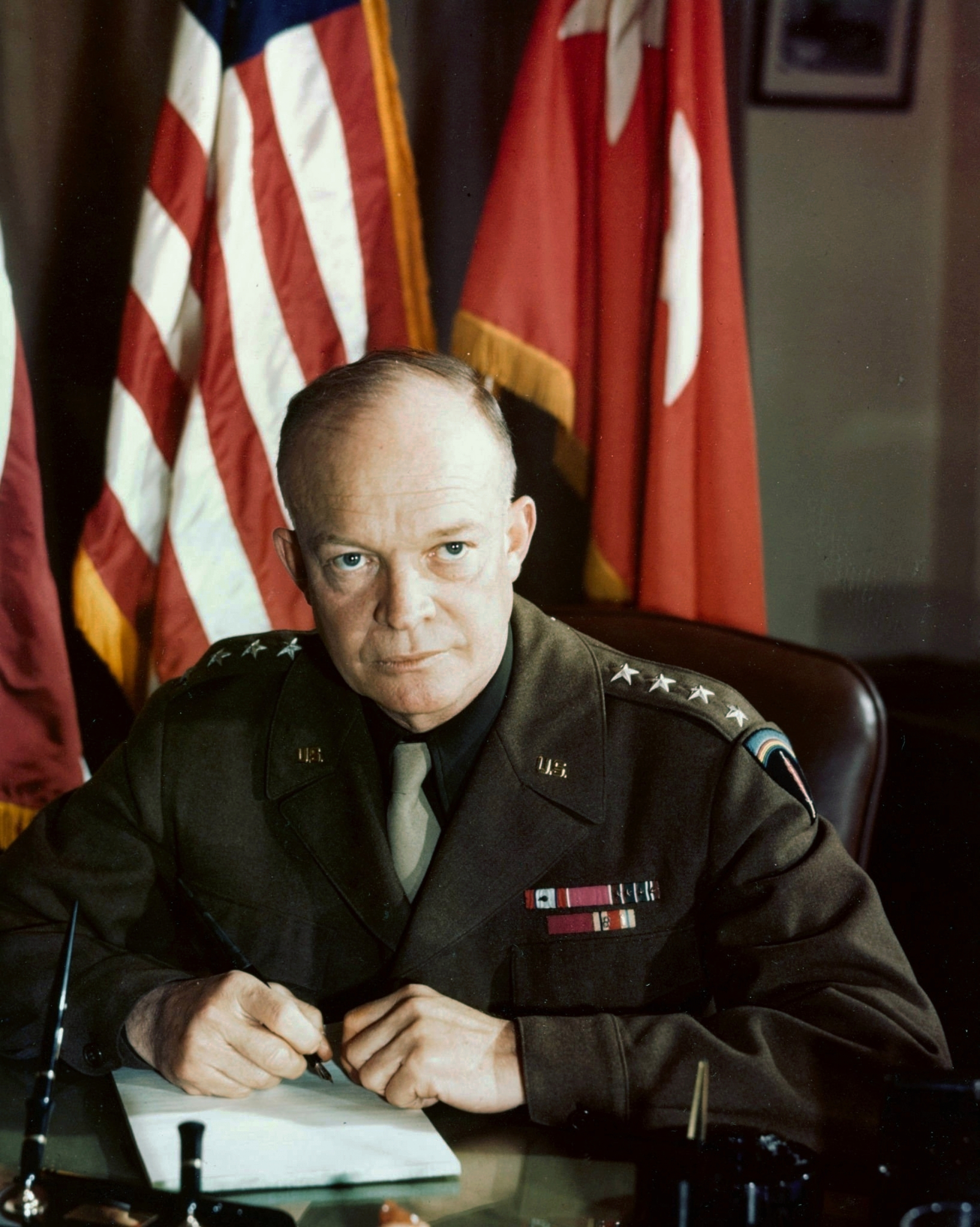
Eisenhower tábornok 1943 körül

A választásokon demokrata ellenfele E. Stevenson volt, de Eisenhower népszerűsége és választási ígéretei elsöprő győzelmet hozott a republikánus jelöltnek (39 államban nyert). Alelnöke Nixon lett. Első elnöksége alatt önmaga csak a legfőbb kérdésekre koncentrált, az irányítást a tanácsadóira hagyta. Konzervatív belpolitika jellemezte, amit modern republikanizmusként emlegetnek. Csökkentették az adót, kevésbé avatkoztak bele a gazdaságba, törvényen kívül helyezték az Amerikai Kommunista Pártot. A növekvő népesség hatására kiszélesítették a társadalombiztosítást, és 1953-ban létrehozták az Egészségügyi, Oktatási és Népjóléti Minisztériumot. Külpolitikusként mindent megtett a békéért. 1953-ban, Sztálin halála után Koreába utazott, hogy meggyorsítsa a háború befejezését. 1954-ben megalakult a SEATO (Délkelet-ázsiai Szerződés Szervezete) a kommunista terjeszkedés ellen, melyben nagy része volt az amerikai kommunistaellenességnek. 1955-ben a genfi találkozón ismertette „nyitott égbolt”-elméletét, mely a Szovjetunió és az USA katonai létesítményei feletti légi felderítést biztosította volna mindkét fél számára, de ezt a Szovjetunió nem fogadta el. 1957-ben „atommal a békéért” javaslatára 62 ország megalapította a Nemzetközi Atomenergia-ügynökséget (IAEA).

## Második elnöksége
Szívrohama és csípőműtéte ellenére elsöprő győzelmet aratott, másodszor is őt választották meg az Amerikai Egyesült Államok elnökének. A második ciklusban fellépett a faji megkülönböztetés ellen, 1957-ben fogadták el a polgárjogi törvényt. Eisenhower csökkentette a katonai kiadásokat, és kevesebb pénzt szánt az űrkutatásra. Miután a Szovjetunió fellőtte a Szputnyikot, megalapították a NASA-t 1958-ban, és megindult a nagyszabású űrprogram. 887 millió dollárt költöttek több szakember képzésére az új oktatási törvénynek megfelelően. Nevét fémjelzi az Eisenhower-doktrína, mely kimondta, hogy az USA köteles segítséget nyújtani minden olyan közel-keleti államnak, mely kéri azt a kommunista agresszióval szemben. Libanonban sikerült, Kubában nem. Ennek keretében 500 millió dolláros segélyt nyújtottak a dél-amerikai országoknak. Dulles külügyminiszter halála után az elnök nagyobb szerepet vállalt a külpolitikában. 1959-ben Európába, Ázsiába és Afrikába utazik, majd 1960-ban Latin-Amerikát látogatja meg. Közben Hruscsov az USA-t utazza be, és tárgyalásokat folytat Eisenhowerrel. A javuló diplomáciai viszonyokat az rontotta meg, hogy 1960-ban a szovjetek lelőttek egy amerikai felderítő repülőgépet. A Fidel Castro-vezette Kubával 1960-ban szakadtak meg a kapcsolatok.

## Időskora

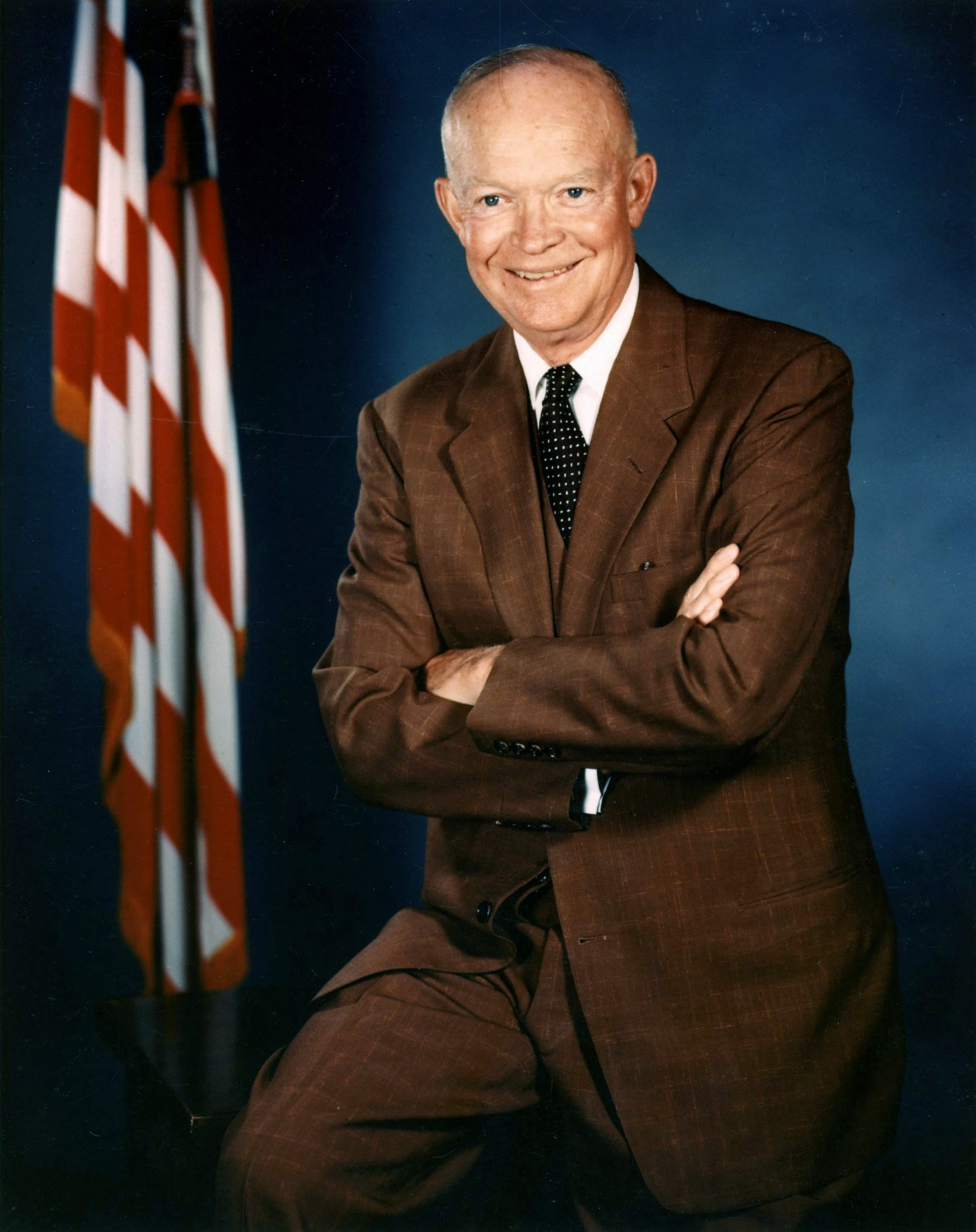
Eisenhower elnök 1956-ban

Miután mandátuma lejárt, gettysburgi birtokára vonult vissza, ekkor írta meg emlékiratait:
- 1963. Mandate For Change (A megbízás a változásra szól)
- 1965. Waging Peace (Békeviselés)
- 1967. At Ease: Stories I Tell to Friends (Pihenj!: Történetek, melyeket barátaimnak mesélek)

Szívbetegségben hunyt el 1969. március 28-án. A kansasbéli Abilene-ben temették el, ahol ifjúkorát is töltötte.

## Magyarul megjelent művei
- Keresztes háború Európában; utószó Juhász Gyula, ford. Auer Kálmán; Zrínyi, Bp., 1982 ISBN 9633263069
- Keresztes háború Európában; ford. Auer Kálmán; 2. jav., bőv. kiad.; Kossuth, Bp., 1998

## Rendfokozatai
|  | Hadnagy: 1915. június 12.                                    |
|  | Főhadnagy: 1916. július 1.                                   |
|  | Százados: 1917. május 15.                                    |
|  | Őrnagy: 1918. június 17.                                     |
|  | Alezredes: 1918. október 14.                                 |
|  | Állandó jellegű századosi rangra váltották: 1920. június 30. |
|  | Őrnagy: 1920. július 2.                                      |
|  | Alezredes: 1936. július 1.                                   |
|  | Ezredes: 1941. március 11.                                   |
|  | Dandártábornok: 1941. szeptember 29.                         |
|  | Vezérőrnagy: 1942. március 27.                               |
|  | Altábornagy: 1942. július 7.                                 |
|  | Vezérezredes: 1943. február 11.                              |
|  | A Hadsereg Tábornoka: 1944. december 20.                     |

## Kitüntetések

### Amerikai kitüntetések
| Bronze Oak Leaf · Bronze Oak Leaf · Bronze Oak Leaf · Bronze Oak Leaf                                     | Distinguished Service Medal – Kiemelkedő hadseregi szolgálatért érem négy tölgyfalevéllel                                                       |
| | Navy Distinguished Service Medal – Kiemelkedő haditengerészeti szolgálatért érem                                                                |
| | Legion of Merit – Becsületrend |
| | World War I Victory Medal – Első világháborús győzelmi érem                                                                                     |
| Silver Award Star · Bronze Service Star · Bronze Service Star · Bronze Service Star · Bronze Service Star | European-African-Middle Eastern Campaign Medal – Európai, afrikai és közel-keleti hadszintér érem egy ezüst és négy bronz szolgálati csillaggal |
| | American Campaign Medal – Amerikai hadszíntér érem                                                                                              |
| | American Defense Service Medal – Amerikai honvédelmi szolgálati érem                                                                            |
| | World War II Victory Medal – Második világháborús győzelmi érem                                                                                 |
| | Mexican Border Service Medal – Mexikói határszolgálatért érem                                                                                   |
| | Army of Occupation Medal – Megszálló hadsereg érem Németország kisdíszítéssel                                                                   |

| Elődje: Harry S. Truman | Az Amerikai Egyesült Államok elnöke 1953. január 20. – 1961. január 20. | Utódja: John Fitzgerald Kennedy |